# Aploconodon comoensis
Aploconodon comoensis és una espècie extinta de mamífer eutriconodont de la família dels amfilèstids que visqué a Nord-amèrica durant el Juràssic superior. Se n'han trobat restes fòssils a la formació de Morrison, a l'estat estatunidenc de Wyoming. Es tracta de l'única espècie del gènere Aploconodon. És conegut a partir d'un fragment d'os dental amb les últimes dues dents molariformes. El nom genèric Aploconodon significa 'dent cònica simple', mentre que el nom específic comoensis significa ‘de Como’.